# Ліхачов Сергій Вадимович
Сергі́й Вади́мович Ліха́чов (7 жовтня 1992-21 липня 2014) — солдат Збройних сил України, учасник російсько-української війни.

## З життєпису
Народився 1992 року в Макіївці Донецької області.
Водій-стрілець, Військова служба правопорядку України; Донецький зональний відділ. Загинув під час обстрілу території військового містечка 156-го ЗРП (пізніше названого опорним пунктом «Зеніт») поблизу Спартака Ясинуватського району (хоча також місцем смерті зазначається Авдіївка).
Похований в Макіївці.
Без сина лишилася мати.

## Нагороди та вшанування
- 8 серпня 2014 року — за особисту мужність і героїзм, виявлені у захисті державного суверенітету та територіальної цілісності України, вірність військовій присязі під час російсько-української війни, відзначений — нагороджений орденом «За мужність» III ступеня (посмертно)
- нагрудним знаком «За оборону Донецького аеропорту» (посмертно).